# Tephrosia juncea
Tephrosia juncea är en ärtväxtart som beskrevs av George Bentham. Tephrosia juncea ingår i släktet Tephrosia och familjen ärtväxter. Inga underarter finns listade i Catalogue of Life.